# Damsluis (inundatie)

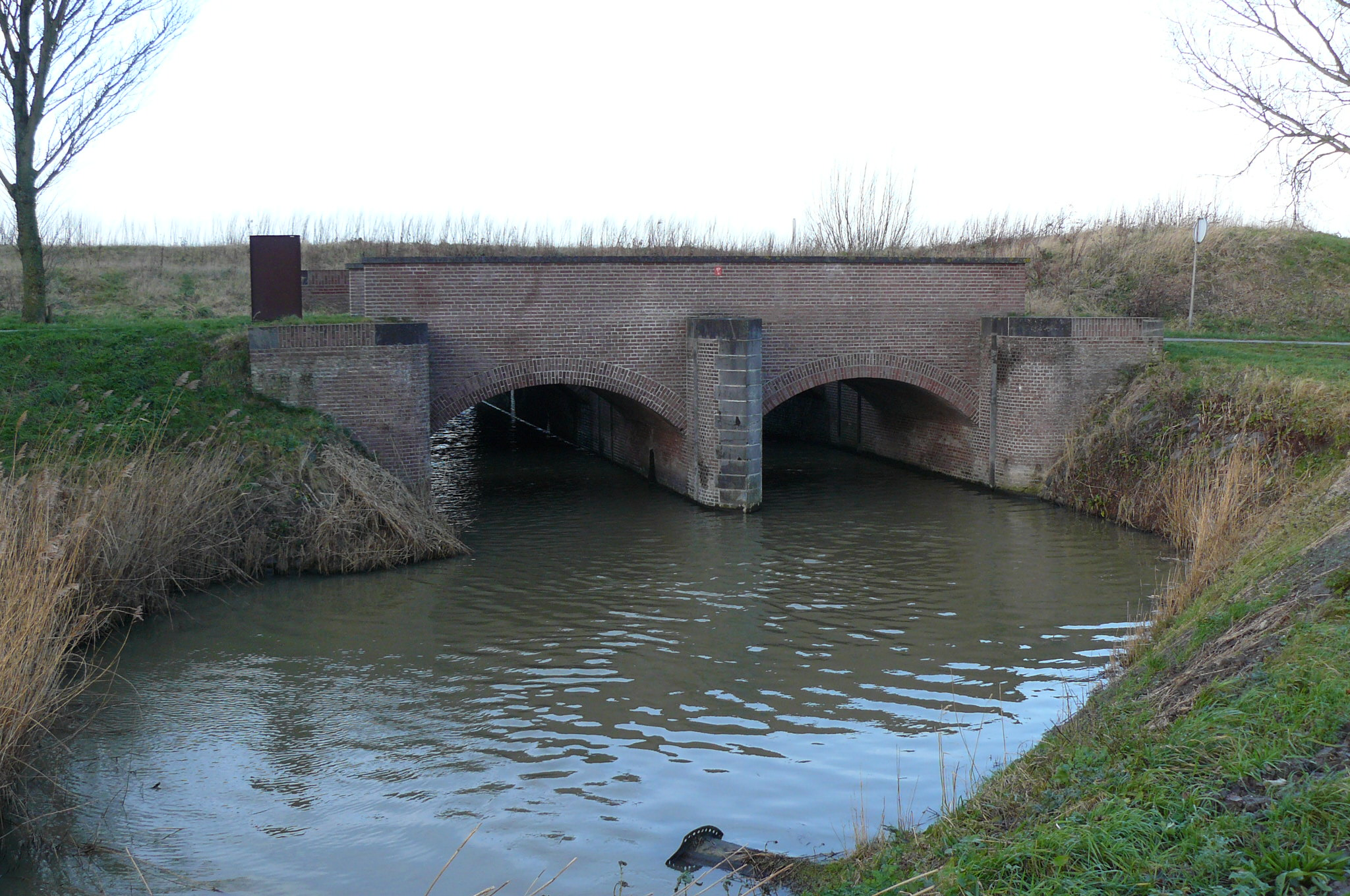
Damsluis in de Molentocht in de Liniewal Aagtendijk-Zuidwijkermeer.

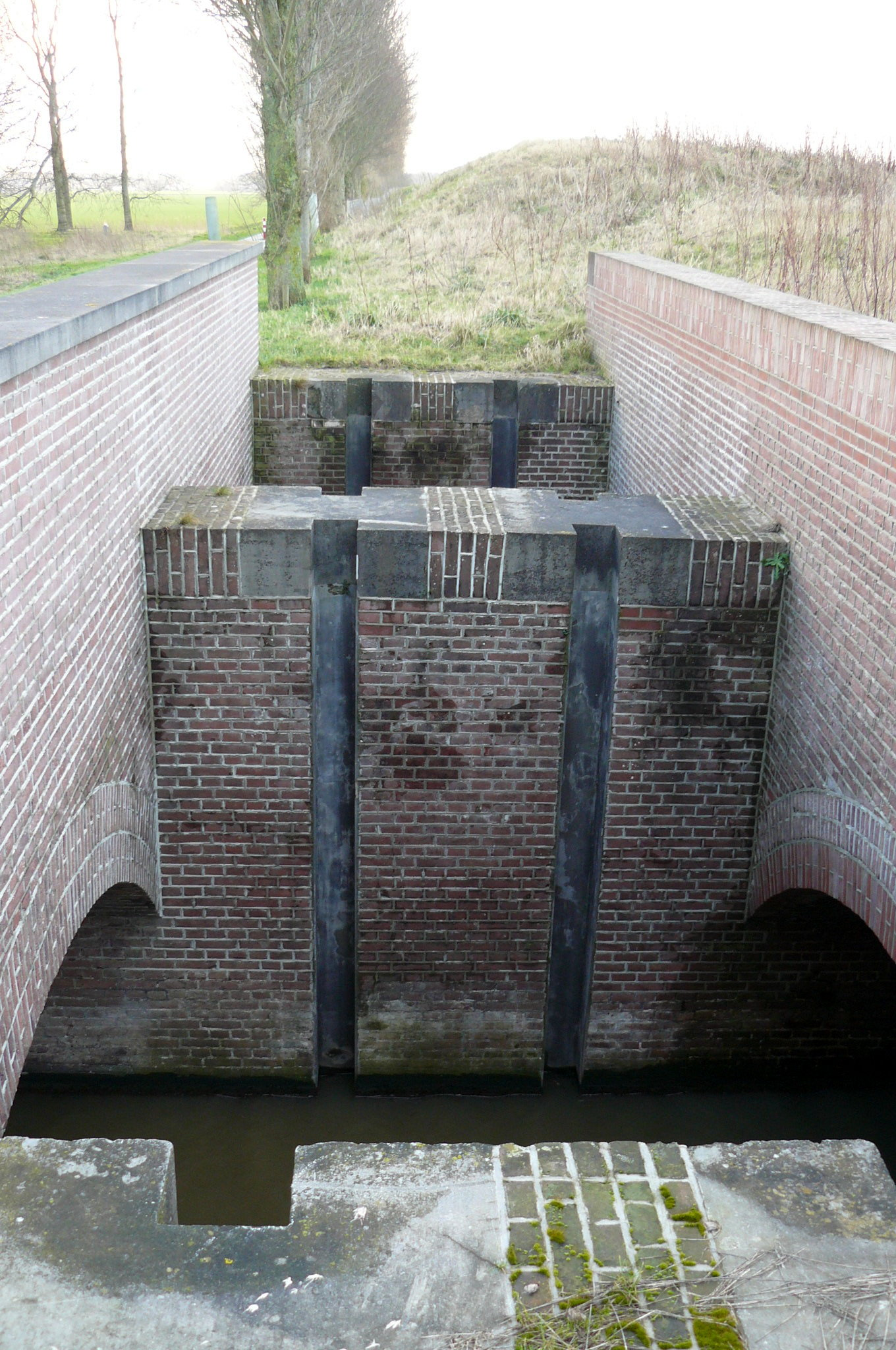
Damsluis in de Molentocht (Wijkermeer) met de goten voor de balken.

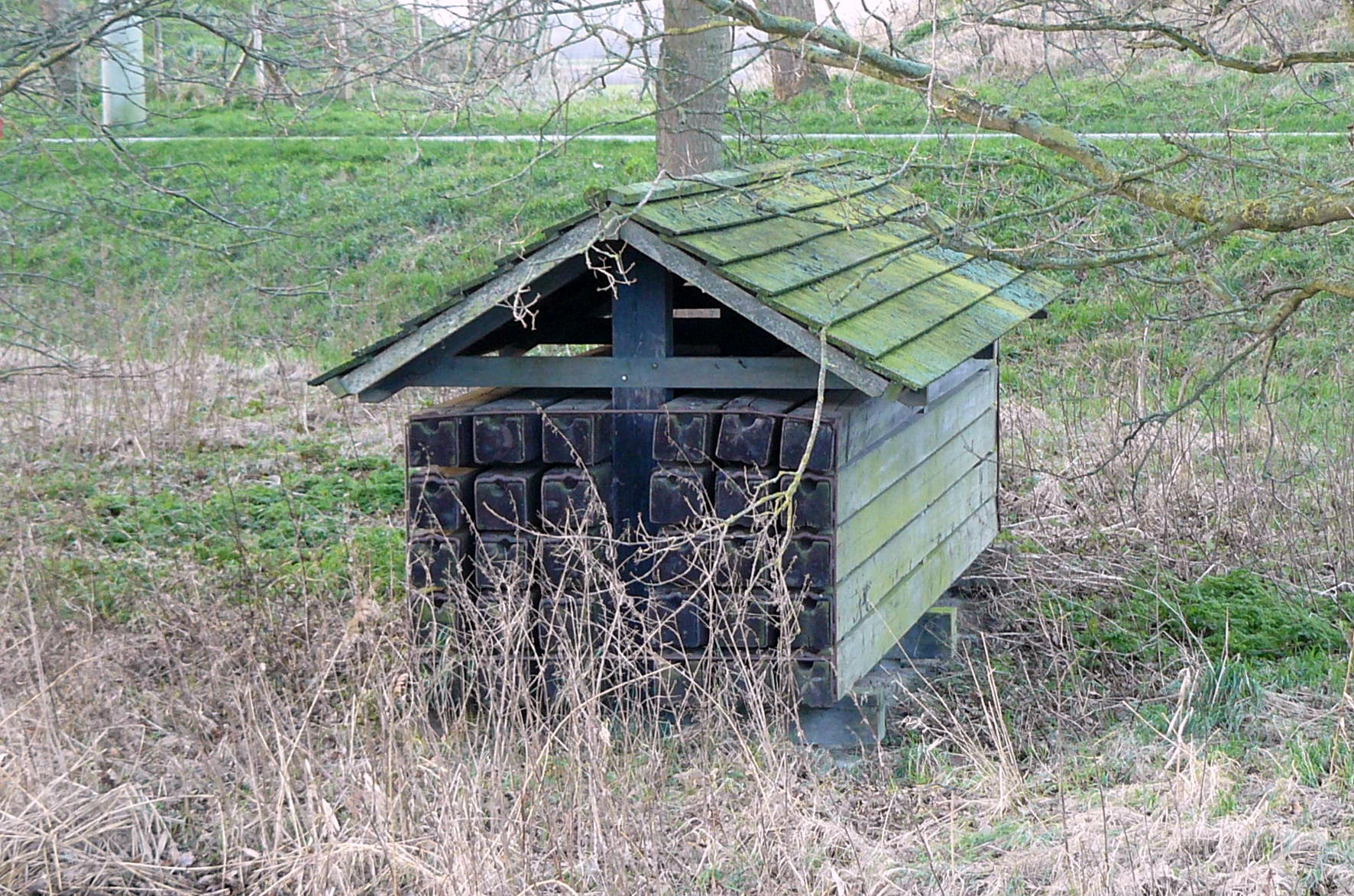
Schotbalkhuis bij de sluis in de Molentocht

Een damsluis heeft een zuiver militaire functie en werd gebruikt bij gebieden die geïnundeerd zouden worden. 

## Functie
De damsluizen voorkomen dat water uit een inundatiegebied stroomt of voorkomt dat bepaalde stukken land tijdens inundatie onder water komen te staan. Inundaties werden allen gebruikt als een vijandelijk leger oprukte en de eigen stellingen bedreigde. In oorlogstijd werden de damsluizen afgesloten, maar anders bleven de damsluizen open om de normale afwatering niet te verstoren.

## Bouw
Een damsluis bestaat doorgaans uit een gemetselde of betonnen goot waarin verticale gleuven zijn aangebracht. In deze goten konden houten balken worden geschoven. In de ruimte tussen de twee balkenrijen werd zand en klei gestort voor de stevigheid en om de dam waterdicht te krijgen.

## Toepassingen
Damsluizen speelde een essentiële bij de inundatie van gebieden en werden toegepast in de Nederlandse waterlinies, zoals de Oude Hollandse Waterlinie, de Nieuwe Hollandse Waterlinie en de Stelling van Amsterdam